# Cratilla lineata
Cratilla lineata är en trollsländeart. Cratilla lineata ingår i släktet Cratilla och familjen segeltrollsländor. IUCN kategoriserar arten globalt som livskraftig.

## Underarter
Arten delas in i följande underarter:
- C. l. assidua
- C. l. calverti
- C. l. lineata

## Bildgalleri

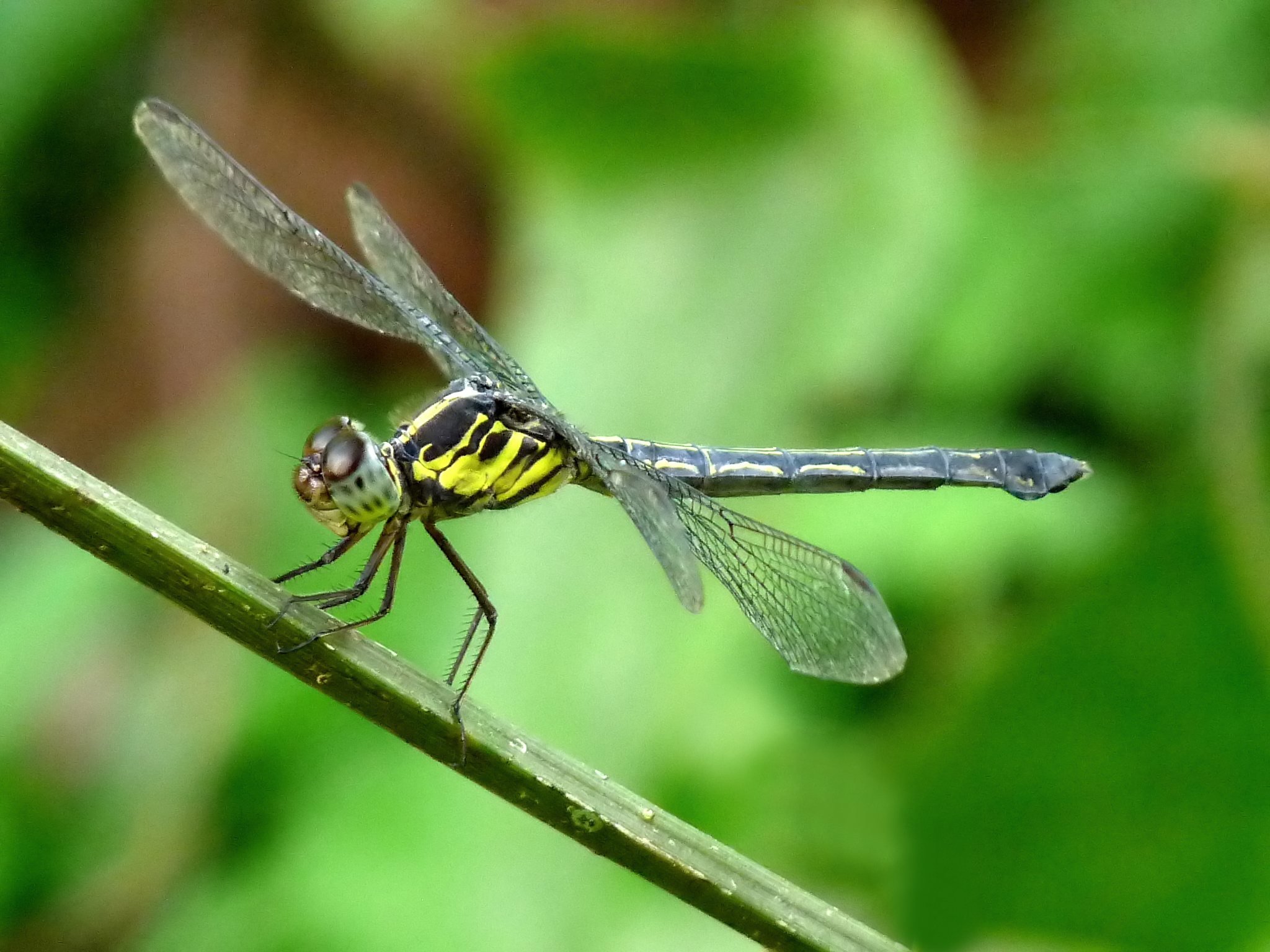
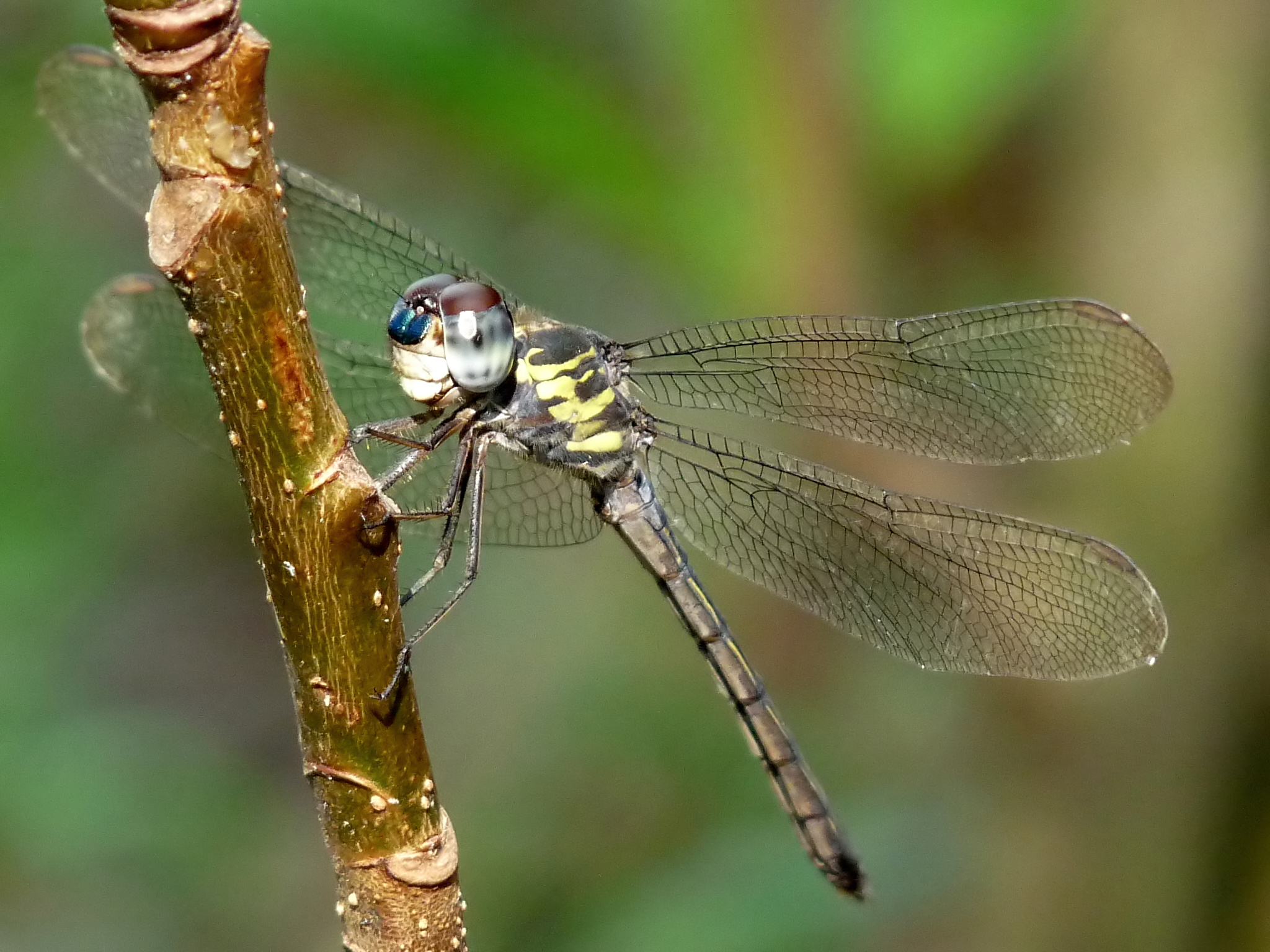
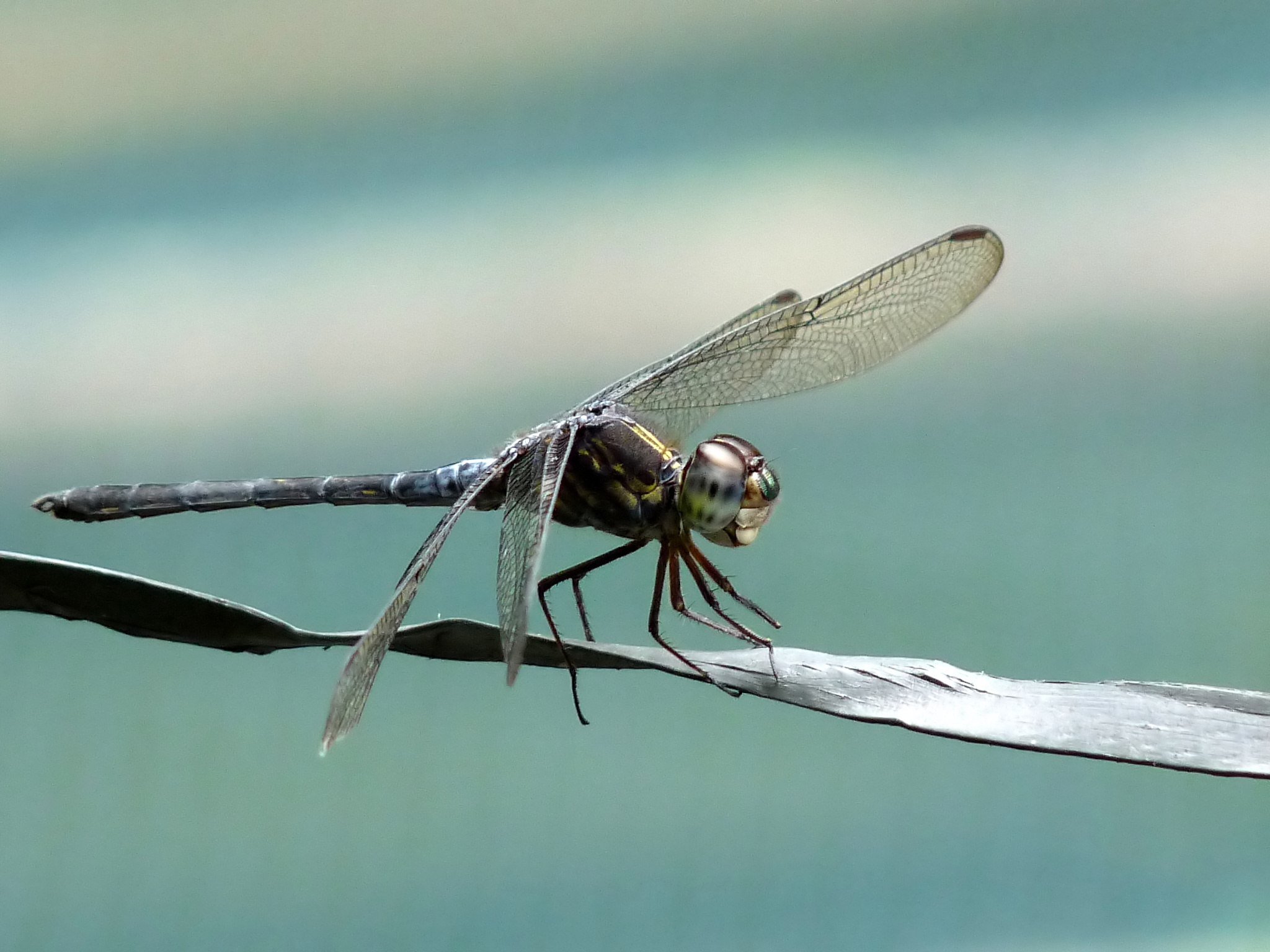